# Kolss Cycling Team
Kolss Cycling Team (UCI Team Code: KLS) — українська професійна шосейна велокоманда, яка виступає в гонках другого дивізіону. Генеральним спонсором команди є компанія KOLSS.
У 2007 р. президентом компанії KOLSS Миколою Скоренко та тренером з велоспорту Едуардом Муселімяном у Києві було створено велосипедний клуб KOLSS. У 2010 році на базі клубу з 8 спортсменів було сформовано велокоманду KOLSS CYCLING TEAM. З 2013 року має ліцензію UCI Continental, що дозволяє її спортсменам виступати в перегонах другого дивізіону з правом запрошення на перегони першого.

## Досягнення
- 1 місце в загальному заліку Туру Словаччини 2014 (Поливода Олександр)
- 1 місце в командному заліку на Baltic Chain Tour 2014
- 1 місце у генеральній класифікації на Гран-прі Сочі 2013 (Буц Віталій)
- 1 місце у загальному заліку на Tour of Romania 2013 (Буц Віталій)
- 1 місце у командному заліку на Tour of Bulgaria 2013
- 1 місце в загальному заліку на Чемпіонаті України 2013 (Братащук Андрій)

## Склад
В сезоні 2013–2014 до основного складу команди входили 15 спортсменів:
- Буц Віталій
- Костюк Денис
- Кононенко Михайло
- Андрій Василюк
- Хрипта Андрій
- Головаш Олександр
- Братащук Андрій
- Лагкути Андрій
- Загородний Володимир
- Квачук Олександр
- Кривцов Дмитро
- Поливода Олександр
- Кулик Андрій
- Превар Олександр
- Полікарпов Михайло